# Africa Sports National
Africa Sports National är en fotbollsklubb från Abidjan i Elfenbenskusten, bildad 1948. 
Klubben har vunnit den ivoriska Ligue 1 sjutton gånger, den senaste 2011 och ivoriska cupen femton gånger, senast 2009.
Africa Sports har även vunnit Afrikanska Champions League två gång, 1992 och 1999.

## Meriter
- Ligue 1: 17 (1967, 1968, 1971, 1977, 1978, 1982, 1983, 1985, 1986, 1987, 1988, 1989, 1996, 1999, 2007, 2008, 2011)[1]
- Cupen: 21 (1953, 1954, 1956, 1958, 1961, 1964, 1977, 1978, 1979, 1981, 1982, 1985, 1986, 1989, 1993, 1998, 2002, 2009, 2010, 2015, 2017).[2]

## Placering tidigare säsonger
| Säsong  | Nivå | Liga    | Placering | Referens | Notering          |
| ------- | ---- | ------- | --------- | -------- | ----------------- |
| 2015/16 | 1    | Ligue 1 | 8         | [ 3 ]    |                   |
| 2016/17 | 1    | Ligue 1 | 4         | [ 4 ]    |                   |
| 2017/18 | 1    | Ligue 1 | 4         | [ 5 ]    |                   |
| 2018/19 | 1    | Ligue 1 | 6         | [ 6 ]    |                   |
| 2019/20 | 1    | Ligue 1 | 10        | [ 7 ]    |                   |
| 2020/21 | 1    | Ligue 1 | 7         | [ 8 ]    | A grupp i Ligue 1 |

## Kända spelare
Se också Spelare i Africa Sports National
- Joseph-Antoine Bell
- Abdul Kader Keïta
- Rashidi Yekini
- George Weah